# Złatju Bojadżiew
Złatju Bojadżiew (bułg. Златю Бояджиев, ur. 22 października 1903 w Brezowie koło Płowdiwu, zm. 2 lutego 1976 w Płowdiwie) – bułgarski malarz.
W latach 1927–1932 studiował w ASP w Sofii u Cwetko Todorowa. W latach 30. malował głównie pejzaże z okolic Płowdiwu, utrzymane w stylistyce bliskiej impresjonizmowi; po podróży do Włoch (1939), gdzie zafascynowało go malarstwo renesansowe, zaczął tworzyć idealizowane obrazy rodzajowe, odznaczające się weryzmem formy (Portret rodzinny 1941, W polu 1942, Świniarka 1945). Po 1950 miejsce obrazów realistycznych zajęły fantastyczne, nieco naiwne wizje, charakteryzujące się ekspresją i intensywną kolorystyką (Wieża Babel 1964).